# Kamionna (powiat węgrowski)
Kamionna – wieś w Polsce położona w województwie mazowieckim, w powiecie węgrowskim, w gminie Łochów. Ma status sołectwa.
| SIMC    | Nazwa    | Rodzaj    |
| ------- | -------- | --------- |
| 0678943 | Chludowo | część wsi |
| 0678950 | Pieńki   | część wsi |

Przez miejscowość przebiega droga krajowa nr 62.
W latach 1954–1972 wieś należała i była siedzibą władz gromady Kamionna. W latach 1975–1998 miejscowość należała administracyjnie do województwa siedleckiego.
W 1766 r. stolnik podlaski Mikołaj Kuszell lokował tu miasto. Lokacja okazała się jednak nieudana i już w źródłach z końca XVIII w. miejscowość wymieniana jest ponownie jako wieś. 
Wieś jest siedzibą  rzymskokatolickiej parafii Niepokalanego Poczęcia NMP w Kamionnej. We wsi znajduje się kościół neogotycki zbudowany w latach 1904-1909 według projektu Józefa Piusa Dziekońskiego.
We wsi znajduje się także cmentarz parafialny. 